# Orrtjärnen, Medelpad
Orrtjärnen är en sjö i Timrå kommun i Medelpad och ingår i Indalsälvens huvudavrinningsområde.